# Крилов Степан Іванович
Крилов Степан Іванович (14 лютого 1910—28 лютого 1998) — радянський актор. Заслужений артист РРФСР (1969).

## Біографія
Степан Крилов народився 14 лютого 1910 року у селі Городок, Смоленська губернія. У 1927—1928 — робітник з ремонту телеграфних ліній на станції Вязьма, у 1929—1931 — кухонний робітник та комірник їдальні тютюнової фабрики. У 1935 закінчив Ленінградський технікум сценічних мистецтв (майстерня Сергія Герасимова). У 1935—1937 — актор кіностудій «Бєлгоскіно» та «Радянська Білорусь», у 1939—1942 — Ленінградського Нового театру, у 1942—1945 — Ташкентського театру Червоної Армії, у 1949—1957 — Театра-ді. У 1945—1949 і з 1957 — актор кіностудії Ленфільм та студії кіноактора.
Похований на Південному цвинтарі Санкт-Петербурга.

## Фільмографія
- 1932 — Зустрічний
- 1934 — Чапаєв
- 1938 — Комсомольськ (Суботін)
- 1943 — Два бійці (майор Рудой)
- 1949 — Олександр Попов
- 1954 — Герої Шипки
- 1958 — Будинок навпроти
- 1959 — Дорога йде вдалину
- 1962 — Іванове дитинство (Катасонов)
- 1964 — Державний злочинець
- 1965 — Гіперболоїд інженера Гаріна
- 1966 — У місті С.
- 1967 — Тиха Одеса (Синесвітенко; Одеська кіностудія)
- 1969 — Білий вибух (комісар; Одеська кіностудія)
- 1972 — Нічний мотоцикліст (Кіностудія ім. О. Довженка)
- 1975 — Хвилі Чорного моря (Кіностудія ім. О. Довженка) та ін.